# Merle Oberon
Merle Oberon, egentligen Estelle Merle O'Brien Thompson, född 19 februari 1911 i Bombay, död 23 november 1979 i Malibu, Kalifornien, var en brittisk-amerikansk skådespelare som medverkade i omkring 50 filmer. Hon nominerades till en Oscar för bästa kvinnliga huvudroll för sin roll i Mörkrets ängel (1935).
Oberon inledde sin filmkarriär i brittiska filmer som Kvinnorna kring kungen (1933) och Den röda nejlikan (1934). Bland hennes övriga filmer märks De tre (1936), Svindlande höjder (1939), Korsdrag i paradiset (1941) och Den stora drömmen (1945).

## Biografi
Oberon föddes i Bombay i Indien 1911. Hon uppfostrades som dotter till Arthur Terrence O'Brien Thompson, som var ingenjör vid järnvägen, och hans fru Charlotte Selby. Enligt Oberons födelseattest var hon dotter till Charlotte Selbys då 14-åriga dotter Constance. Oberon uppfostrades som Constances halvsyster.
Oberon dolde sitt blandade ursprung för att undvika rasism i filmbranschen. Hon påstod att hon var född i Tasmanien i Australien och att hennes födelseattest förstörts i en brand. Historien avslöjades först efter hennes död. 
Hon bodde i Indien fram till 1928, då hon vi 17 års ålder flyttade till London. Hennes första år i London lämnade inga större spår efter sig med små roller. År 1933 fick hon först en roll som Anne Boleyn i filmen Kvinnorna kring kungen och efter att 1934 ha framträtt som Lady Marguerite Blakeney i Den röda nejlikan mot Leslie Howard 1934 reste hon till USA för att filma för Samuel Goldwyn. Redan 1935 nominerades Merle Oberon för en Oscar för bästa kvinnliga huvudroll i filmen Mörkrets ängel.
Under slutet av 1930-talet och hela 1940-talet filmande hon flitigt och medverkade i cirka 20 filmer. En trafikolycka 1937 orsakade ansiktsskador som kunde ha avslutat hennes karriär, men hon återhämtade sig och förblev aktiv inom film och tv fram till 1973.
Merle Oberon var gift fyra gånger – första gången med den brittiske regissören av Röda Nejlikan, Alexander Korda. Hennes sista äktenskap var med skådespelaren Robert Wolders från 1975 fram till hennes död 1979.

## Eftermäle
Trots att hon under hela sin karriär dolde sitt ursprung är Oberon den första asiatiska nomineringen i kategorin Bästa skådespelerska och den första asiatiska individen överlag att någonsin få en Oscarsnominering. År 2023 blossade diskussionen om Oberons nominering upp igen efter att den malaysiska skådespelerskan Michelle Yeoh nominerades och därefter vann priset för Bästa skådespelerska för sin roll i Everything Everywhere All at Once. Nyhetsmedier som The Hollywood Reporter valde att beskriva Yeoh som "den första asiatiska skådespelerskan som identifierar sig som asiat" samtidigt som de noterade att Oberon passerade som vit.
Oberon har tilldelats en stjärna på Hollywood Walk of Fame vid adressen 6274 Hollywood Blvd.
Alexander Kordas brorson, Vincent Kordas son Michael Korda, skrev nyckelromanen Queenie om Merle Oberon efter hennes död.
Den brittiska författaren Lindsay Jayne Ashford, publicerade den historiska romanen Whisper of the Moon Moth år 2017. Romanen är en fiktiv återberättelse av Oberons tidiga liv, hennes väg till Hollywood och hennes turbulenta privatliv.

## Filmografi i urval

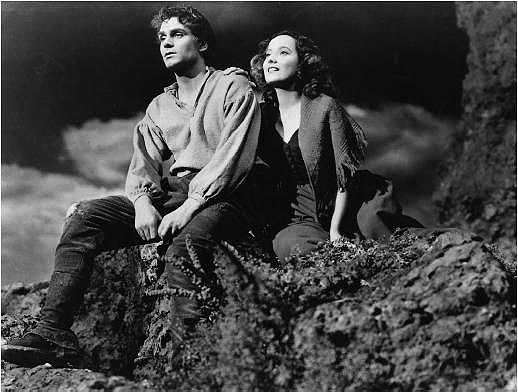
Oberon tillsammans med Laurence Olivier i Svindlande höjder 1939.

- 1932 – När bröllopsklockor ringa
- 1933 – Kvinnorna kring kungen
- 1934 – The Private Life of Don Juan
- 1934 – Den röda nejlikan
- 1935 – Folies Bergere
- 1935 – Mörkrets ängel
- 1936 – De tre
- 1936 – Fienden hon älskade
- 1937 – Jag, Claudius
- 1938 – En cowboy och en lady
- 1938 – Lady X' skilsmässa
- 1939 – Han eller ingen
- 1939 – Svindlande höjder
- 1939 – The Lion Has Wings
- 1940 – Tills vi mötas igen...
- 1941 – Korsdrag i paradiset
- 1941 – Affectionately Yours
- 1941 – Jag glömmer dig aldrig
- 1943 – Till nu och för evigt
- 1943 – Den stora stjärnparaden
- 1943 – First Comes Courage
- 1944 – Hämnaren
- 1944 – Mörka vatten
- 1945 – Den stora drömmen
- 1945 – För evigt din
- 1946 – En natt i Paradiset
- 1947 – Nattens melodi
- 1948 – Berlinexpressen
- 1951 – Pardon My French
- 1954 – Désirée
- 1954 – Av hela mitt hjärta
- 1956 – Mord är mitt alibi
- 1967 – Hotel